# سيزار مالوكو
سيزار مالوكو (بالبرتغالية: César Maluco‏) (مواليد 17 مايو 1945) هو لاعب كرة قدم. يلعب مع منتخب البرازيل لكرة القدم. سبق له أن لعب في كأس العالم لكرة القدم مع منتخب بلاده.

## روابط خارجية
- سيزار مالوكو على موقع قاعدة بيانات كرة القدم.إي يو (الإنجليزية)
- سيزار مالوكو على موقع ناشيونال فوتبول تيمز (الإنجليزية)
- سيزار مالوكو على موقع عالم كرة القدم.نت (الإنجليزية)